# Передня (гора)
Пере́дня — гора в Українських Карпатах. Найвища вершина хребта Передня, що в гірському масиві Горгани (Внутрішні Горгани). Розташована на межі Міжгірського і Тячівського районів Закарпатської області, в межиріччі Мокрянки та приток Тереблі.
Висота гори — 1598 м (за іншими даними — 1603 м). Геоструктурно належить до Кросненської зони, складається породами флішу палеогенного віку. Вершина куполоподібна, безліса. Схили слабо розчленовані (західні та північно-східні крутіші), вкриті смерековим лісом. Західні схили лежать у межах Національного природного парку «Синевир».
Найближчі населені пункти: Синевир (на північний захід), Колочава (на південний захід), Німецька Мокра (на південь).